# Serenje
Serenje est une ville du district de Serenje, en Zambie.
Elle se trouve à environ 60 km au sud des chutes Kundalila (en).